# 가네야마정 (미야기현)
가네야마정(金山町)은 일본 미야기현 이구군 이부쿠마강 동안에 있던 정이다. 현재의 마루모리정에 해당한다.

## 역사
- 1889년 4월 1일: 정촌제 시행과 함께 가네야마촌(金山村)이 성립하였다.
- 1897년 2월 9일: 정제 시행으로 가네야마정(金山町)이 되었다.
- 1954년 12월 1일: 마루모리정, 가네야마정, 오우치촌, 오하리촌, 고야촌, 고사이촌, 다테야마촌, 힛포촌이 합병하여 새로이 마루모리정((丸森町)이 성립하였다.

## 방재
- 가나야마정 소방단
  - (조직 체제) 2분단 9개 반으로 구성.
  - (단원수) 80명
  - (장비) 당시 장비는 소방펌프 자동차 1대, 손수레용 소방펌프 8대였다.

## 참고문헌
- 『宮城県町村合併誌』（宮城県地方課、1958）
- 『丸森町史』（宮城県伊具郡丸森町、1984）